# Зиневич, Николай Андреевич
Николай Андреевич Зиневич (1887, Петропавловск, Российская империя — 19 февраля 1969, Москва, СССР) — советский специалист в области педагогики и педагогической библиографии.

## Биография
Родился в 1887 году в Петропавловске. Вскоре после рождения был увезён в Томск, где, получив среднее образование, поступил на юридический факультет Томского университета.
Окончив университет, уехал в Москву, поступил на Педагогические курсы при Народном университете А. Л. Шанявского, после их окончания остался в Москве и учился на курсах при Институте имени П. Г. Шелапутина.
В 1918 году устроился на работу в Томске на Сибирские высшие женские курсы, где он преподавал на педагогическом отделении вплоть до 1920 года. В 1920 году вернулся в Томский государственный университет, где работал членом библиографического бюро вплоть до 1922 года. В 1922 году окончательно переехал в Москву, занимал должность инструктора по книжному делу в Госиздате, далее заведовал библиотеками при Академии коммунистического воспитания имени Н. К. Крупской и Институте народного хозяйства имени Плеханова вплоть до 1936 года. С 1936 года до последних дней работал в должностях главного библиографа, а также заведовал научно-библиографическим отделом Государственной библиотеки по народному образованию имени К. Д. Ушинского.
Скончался 19 февраля 1969 года в Москве.

## Научные работы
Основные научные работы посвящены педагогической библиографии. Автор свыше 70 научных работ.
Писал статьи для 2-го издания БСЭ, педагогических словарей и энциклопедий.